# Prima Pearl Apartments
La Prima Pearl Tower est un gratte-ciel résidentiel de 254 mètres et 72 étages, construit en 2014 à Melbourne en Australie.